# Paul Hinojos
Pablo J. Hinojos-Gonzalez (nascido em 17 de julho de 1975), também conhecido como Paul Hinojos, é um músico norte-americano mais conhecido por ser baixista da banda At the Drive-In, e ex-membro de turnê de The Mars Volta. Também foi guitarrista do Sparta.
Hinojos nasceu em Los Angeles e conheceu o futuro colega de banda, Omar Rodríguez-López, aos 13 anos de idade, em El Paso,Texas, e apresentou Omar para outro amigo: Cedric Bixler-Zavala. Rodriguez-Lopez e Bixler-Zavala mais tarde o convidariam para se juntar oo At the Drive-In depois de algumas significativas alterações de membros em 1996, tornando-se membro da formação mais bem-sucedida da banda. Quando o Drive-In entrou em hiato indefinido em 2001, Hinojos, juntamente com os colegas do ATDI, Jim Ward e Tony Hajjar, formou a banda Sparta.
Hinojos saiu do Sparta, em 2005 dizendo, "Meu tempo com o Sparta foi divertido e simplesmente perdeu a graça." Alguns dias depois, foi anunciado que ele havia se juntado ao Mars Volta, onde assumiu o papel de 2ª guitarra, além de 'manipulador de som' (anteriormente ocupado por Jim Ward, primo de Jeremy). Em fevereiro de 2009, na 51ª edição do Grammy Awards, Hinojos, juntamente com os colegas do Mars Volta, foram premiados com o Grammy para Melhor Performance de Hard Rock pela canção "Wax Simulacra", do álbum "The Bedlam in Goliath". Hinojos deixou o Mars Volta, mais tarde, em 2009, a pedido de Rodriguez-Lopez.
Ele disse que foi o início de seu projeto solo, Hour of Monarchy, ao lado de John Frusciante em 2008, apesar do EP Negativa ter sido anunciado, nunca foi lançado. Paul em seguida estava trabalhando com Eric Salas, Ralph Jasso, e Gabriel Gonzalez na Dios Kilos em 2009. Gabriel também estava envolvido com a produção de Negativa. Eles estavam lançando um EP que também continua inédito. Hinojos também co-produziu o filme The Sentimental Engine Slayer com os colegas do Mars Volta, Omar Rodríguez-López e Juan Alderete.
Mais, recentemente, Hinojos vem trabalhando em um novo projeto com Daniel Anderson (do Idiot Pilot), Mark Gajadhar e Cody Votolato ( The Bloody Brothers), e o rapper Hyro Da Hero. Ele colabora ainda com o Cody Votolato em Jaguar Love (Seattle, WA).
Em janeiro de 2012, Hinojos reuniu-se com seus companheiros do At the Drive-In para tocar na Red7 em Austin,Texas, o primeiro show deles em 11 anos e gravaram seu primeiro álbum de estúdio em 17 anos, in•ter a•li•a, que saiu pela Rise Records.

## Discografia

### With at the Drive-In
- El Gran Orgo (1997)
- In/Casino/Out (1998)
- Vaya (1999)
- Relationship of Command (2000)
- This Station Is Non-Operational (compilação, 2005)
- in•ter a•li•a (2017)
- Diamanté (2017)

### Com Esparta
- Austere (2002)
- Wiretap Scars (2002)
- Porcelain (2004)
- Live at La Zona Rosa 3.19.04 (2004)

### Com Mars Volta
- Scabdates (2005)
- Amputechture (2006)
- The Bedlam in Goliath (2008)

### Com Look Daggers
- Suffer in Style – LP (2008)

### Com Hyro Da Hero
- Birth, School, Work, Death (2011)